# Ермачихинский сельсовет
Ермачихинский сельсовет — упразднённое муниципальное образование со статусом сельского поселения и административно-территориальное образование в Мамонтовском районе Алтайского края России. Административный центр — село Ермачиха.

## История
31 декабря 2013 года Законом Алтайского края № 94-ЗС Ермачихинский сельсовет и Корчинский сельсовет объединены в Корчинский сельсовет с административным центром в селе Корчино.

## Население
| 1997 | 1998 | 1999 | 2000 | 2001 | 2002 | 2003 | 2004 | 2005 |
| ---- | ---- | ---- | ---- | ---- | ---- | ---- | ---- | ---- |
| 605  | ↘587 | ↘564 | ↗584 | ↗589 | ↘582 | ↘572 | ↘534 | ↘511 |
| 2006 | 2007 | 2008 | 2009 | 2010 | 2011 | 2012 | 2013 | 2014 |
| ↗525 | ↘520 | ↘512 | ↘500 | ↘429 | →429 | ↘410 | ↘399 | ↘394 |

По результатам Всероссийской переписи населения 2010 года, численность населения муниципального образования составила 429 человек, в том числе 199 мужчин и 230 женщин.

## Населённые пункты
В состав сельского поселения входит один населённый пункт — село Ермачиха.